# Етиопија на Светском првенству у атлетици у дворани 2014.
Етиопија је учествовала на Светском првенству у атлетици у дворани 2014. одржаном у Сопоту од 7. до 9. марта петнаести пут, односно на свим првенствима до данас. Репрезентација Етиопије имала је 11 учесника (6 мушкарца и 5 жена), који су се такмичили у пет дисциплина (3 мушке и 2 женске).,
На овом првенству Етиопија је по броју освојених медаља заузела 3. место са 5 медаља (две златне, две сребрне и једна бронзана). Није било нових националних рекорда, а оборен је један лични рекорд. У табели успешности према броју и пласману такмичара који су учествовали у финалним такмичењима (првих 8 такмичара) Етиопија је са 6 учесника у финалу заузела 7. место са 40 бодова.
| Плас. | Земља    | 1. место | 2. место | 3. место | 4. место | 5. место | 6. место | 7. место | 8. место | Бр. финал. | Бод. |
| ----- | -------- | -------- | -------- | -------- | -------- | -------- | -------- | -------- | -------- | ---------- | ---- |
| 7.    | Етиопија | 2        | 2        | 1        | 0        | 0        | 0        | 2        | 0        | 7          | 40   |

## Учесници
Пријављени за трку на 3.000 метара у мушкој (Јенев Аламирев) и женској (Алмаз Ајана) конкуренцији нису учествовали јер је по пропозицијама у свакој дисциплини могло учествовати по двоје такмичара из једне земље, а они су били трећи пријављени у тим дисциплинама.
| Мушкарци: - Мохамед Аман — 800 м - Меконен Гебремедин — 1.500 м - Аман Воте — 1.500 м - Хагос Гебривет — 3.000 м - Дејан Гебремескел — 3.000 м | Жене: - Аксумавит Ембаје — 1.500 м - Gudaf Tsegay — 1.500 м - Гензебе Дибаба — 3.000 м - Хивот Ајалев — 3.000 м |  |

## Освајачи медаља (5)

### Злато (2)
- Гензебе Дибаба — 3.000 м
- Мохамед Аман — 800 метара

### Сребро (2)
- Аксумавит Ембаје — 1.500 метара
- Аман Воте — 1.500 метара

### Бронза (1)
- Дејен Гебремескел — 3.000 м

## Резултати

### Мушкарци
| Атлетичар          | Дисциплина | Лични рекорд | Полуфинале | Полуфинале    | Финале               | Финале       | Детаљи |
| Атлетичар          | Дисциплина | Лични рекорд | Резултат   | Место         | Резултат             | Место        | Детаљи |
| ------------------ | ---------- | ------------ | ---------- | ------------- | -------------------- | ------------ | ------ |
| Мохамед Аман       | 800 м      | 1:44,52 НР   | 1:46,73    | 1. у гр. 1 КВ | 1:46,40              |              |        |
| Аман Воте          | 1.500 м    | 3:35,.31     | 3:36,75    | 1. у гр. 3 КВ | 3:38,08              |              |        |
| Меконен Гебремедин | 1.500 м    | 3:34,89      | 3:47,22    | 3. у гр. 1 КВ | Није се квалификовао | 17 / 22 (23) |        |
| Дејен Гебремескел  | 3.000 м    | 7:34,14      | 7:45,09    | 2 у гр. 1 КВ  | 7:55,39              |              |        |
| Хагос Гебривет     | 3.000 м    | 7:32,87      | 7:42,95    | 2 гр. 2 КВ    | 7:56,34              | 5 /19 (20)   |        |

### Жене
| Атлетичарка      | Дисциплина | Лични рекорд | Полуфинале | Полуфинале    | Финале                | Финале  | Детаљи |
| Атлетичарка      | Дисциплина | Лични рекорд | Резултат   | Место         | Резултат              | Место   | Детаљи |
| ---------------- | ---------- | ------------ | ---------- | ------------- | --------------------- | ------- | ------ |
| Аксумавит Ембаје | 1.500 м    | 4:08,88      | 4:09,46    | 2 у гр. 2 КВ  | 4:07,12 ЛР            |         |        |
| Gudaf Tsegay     | 1.500 м    | 4:08,47      | 4:11,83    | 4 у гр. 1     | Није се квалификовала | 9 / 20  |        |
| Гензебе Дибаба   | 3.000 м    | 8:16,60 НР   | 8:57,86    | 1. у гр. 1 КВ | 8:55,04               |         |        |
| Хивот Ајалев     | 3.000 м    | 8:43,29      | 8:53,70    | 4. у гр. 2 КВ | 9:12,51               | 11 / 15 |        |